# Vladimir Tarnawsky
Vladimir Tarnawsky lub Wołodymyr Tarnawski (ukr. Володимир Тарнавський) – argentyńsko-amerykański piłkarz pochodzenia ukraińskiego, występujący na pozycji bramkarza, reprezentant Argentyny.

## Kariera piłkarska

### Kariera klubowa
Rozpoczął karierę piłkarską w klubie Club El Porvenir, skąd przeszedł do Newell’s Old Boys. Następnie występował w drużynach San Lorenzo de Almagro
Estudiantes La Plata. W 1964 wyjechał do USA, gdzie bronił barw Philadelphia Ukrainians i Boston Beacons, występujących w American Soccer League.

### Kariera reprezentacyjna
W 1959 rozegrał jeden mecz w barwach narodowej reprezentacji Argentyny.

## Sukcesy i odznaczenia

### Sukcesy klubowe
- zdobywca U.S. Open Cup: 1966